# 니시코라촌
니시코라촌(西甲良村)은 시가현 이누카미군에 설치되었던 촌이다.